# Skalbmierz
Skalbmierzⓘ é um município no sudeste da Polônia. Pertence à voivodia da Santa Cruz, no condado de Kazimierza, às margens do rio Nidzica. É a sede da comuna urbano-rural de Skalbmierz. Entre 1975 e 1998, a cidade pertenceu administrativamente à voivodia de Kielce.
Estende-se por uma área de 7,1 km², com 1 186 habitantes, segundo o censo de 31 de dezembro de 2024, com uma densidade populacional de 166,0 hab./km².
Skalbmierz está localizada na histórica Pequena Polônia, sua parte norte, na margem esquerda do rio Nidzica, está situada na Terra de Sandomierz, enquanto a parte sul, na margem direita, pertence à Terra de Cracóvia. No passado, foi a cidade do capítulo colegiado de Skalbmierz (parte) e da catedral de Cracóvia (parte) no condado de Proszowice da voivodia da Cracóvia no final do século XVI.

## História
Pesquisas arqueológicas confirmam que havia assentamentos próximo de Skalbmierz que datam de 4 000 a.C. As origens de Skalbmierz estão envoltas na escuridão da história, de modo que a data de fundação da cidade não pode ser determinada com precisão. Segundo a lenda, o fundador do assentamento e da igreja local foi o palatino Bolesław Krzywousty, do brasão Skarbimir, originário da família de Awdaniec. Ele era um cavaleiro que viveu na virada dos séculos XI e XII, que ficou cego e exilado do país. Após esse evento, Skalbmierz tornou-se propriedade dos bispos de Cracóvia.

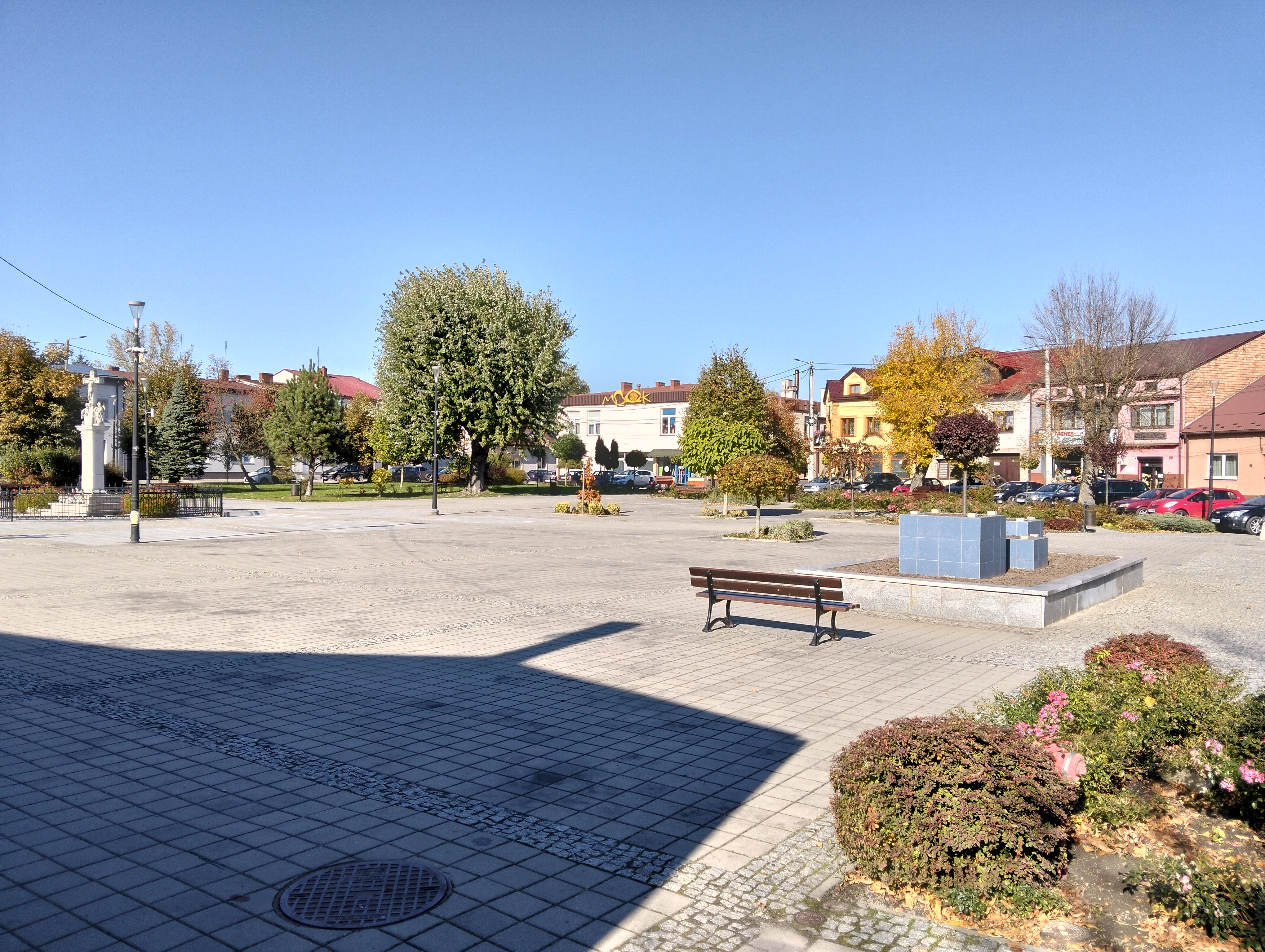
Praça principal

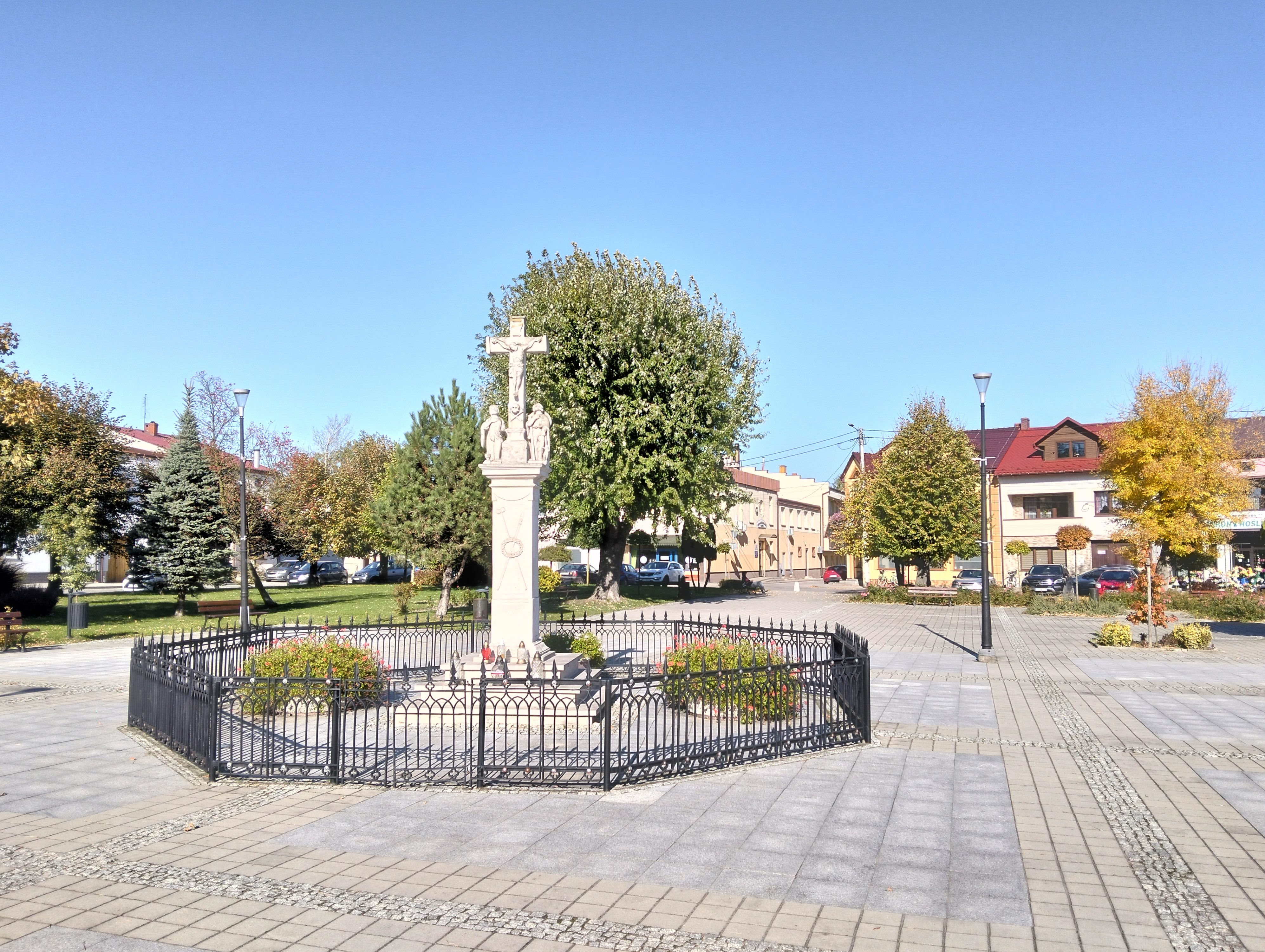
Cruz de pedra com as estátuas de Santa Rosália e São Roque, localizada no centro da praça principal

O relato mais antigo de Skalbmierz data de 1217. Naquela época, havia um assentamento no local da atual Skalbmierz, por onde passava uma antiga rota comercial. Ela ia das terras alemãs, passando por Breslávia, até Cracóvia, Sandomierz e Rutênia.
Durante uma guerra civil, por volta de 1234, Konrad I da Mazóvia assumiu o controle de Skalbmierz e incapacitou a igreja, ou seja, adaptou-a para fins defensivos. Em 1241, Skalbmierz foi invadida pelos tártaros, que devastaram a cidade. Apesar da destruição causada pela invasão, a cidade não perdeu sua importância.
Uma data importante na história de Skalbmierz foi 20 de fevereiro de 1342, quando, no Castelo Real em Cracóvia, o rei Casimiro, o Grande, emitiu um documento de fundação para a cidade de Skalbmierz sob os direitos de Środa. Esse foi um momento marcante na história da cidade. Skalbmierz viveu seu período mais próspero nos séculos XV e XVI. Naquela época, foi classificada como uma cidade de categoria II, sendo que na Pequena Polônia apenas a capital Cracóvia era classificada como uma cidade de categoria I, comprovando a grande importância de Skalbmierz naquela época. A cidade manteve a obrigação de prover alimentação e estadia ao governante que passava, sua comitiva, dignitários e funcionários inferiores. A cidade pertenceu ao condado de Proszowice nos séculos XVI a XIX. No século XVI, a cidade empregava 23 cervejeiros, 12 sapateiros, 10 fabricantes de linho, 7 açougueiros, 6 peleiros, 5 alfaiates, 5 ferreiros, 4 tanoeiros, 4 padeiros, 3 fabricantes de bonés, fabricantes de cordas, barbeiros, serralheiros, carpinteiros, seleiros, serralheiros e ourives, que eram associados em guildas. A cidade era aberta e não tinha muros. Isso provavelmente se deveu à sua localização segura, no centro da Pequena Polônia. Em caso de perigo, tinham uma igreja onde a população podia se refugiar. A base do desenvolvimento de Skalbmierz foi o comércio. Além dos mercados semanais, a cidade recebeu 13 feiras ao longo dos séculos como forma de privilégios. O desenvolvimento da cidade foi interrompido no século XVII. O motivo da desaceleração do desenvolvimento da cidade foram os incêndios, especialmente o mais grave em 1618, depois a peste e, por fim, o Dilúvio sueco e as invasões dos húngaros e dos cossacos. O próximo renascimento da cidade só ocorreu na segunda metade do século XVIII. Entre 1810 e 1867, Skalbmierz foi a sede das autoridades do condado no departamento de Cracóvia, depois na voivodia de Cracóvia com sede em Kielce e, por fim, na governadoria de Radom.
Skalbmierz perdeu seus direitos municipais em 1870.

### Período entre guerras

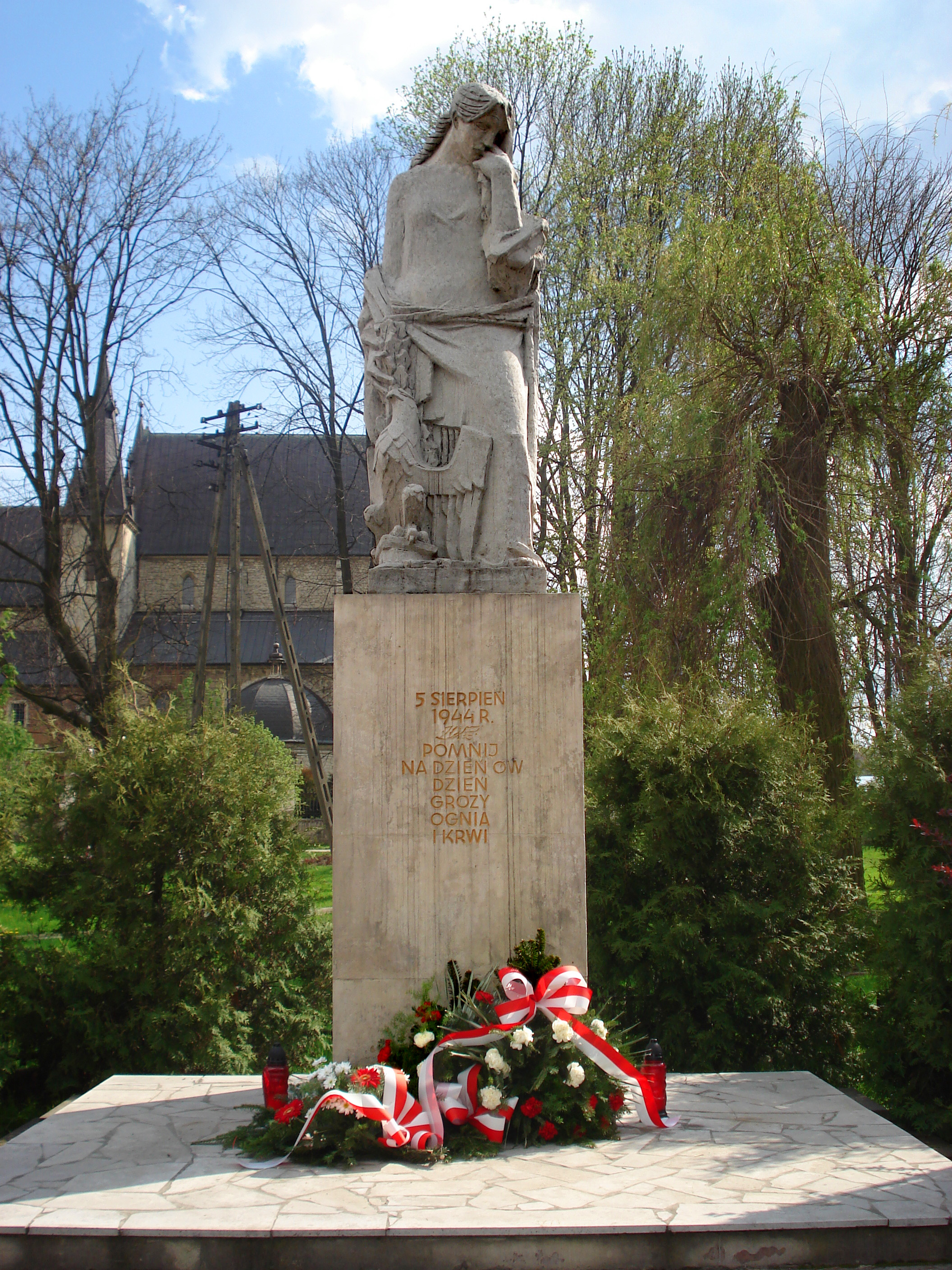
Monumento à tragédia de Skalbmierz

A reconquista da independência da Polônia em 1918 fez com que os ativistas sociais locais se esforçassem para recuperar os direitos municipais de Skalbmierz. Os esforços do então regente assistente, Antoni Baum, trouxeram um resultado positivo e, em 31 de março de 1927, Skalbmierz recuperou seus direitos municipais perdidos. No período entre guerras, um novo prédio escolar foi construído em Skalbmierz, bem como uma Casa do Povo com o cinema “Lotnik”. O curso de água foi canalizado, o que possibilitou a pavimentação de várias ruas. Em 1924, foi fundada uma banda de música.

### Segunda Guerra Mundial
O período de desenvolvimento lento da cidade nos anos entre guerras foi interrompido pela agressão alemã. Na noite de 6 para 7 de setembro de 1939, Skalbmierz presenciou uma batalha entre o 2.º Regimento de Rifles de Podhale e um quartel-general blindado alemão. Os primeiros empreendimentos conspiratórios em Ponidzie ocorreram em Skalbmierz no outono de 1939. Em 5 de agosto de 1944, as tropas teuto-ucranianas pacificaram a cidade. A cidade foi defendida por unidades do Exército Nacional e dos Batalhões Camponeses. Dos habitantes de Skalbmierz, 64 foram assassinados. Um destacamento do Exército Popular e dois tanques soviéticos e um tanque blindado estacionado em Wiślica vieram em socorro. Os alemães acabaram sendo expulsos da cidade. Cerca de 20 guerrilheiros foram mortos nos combates. Em homenagem às vítimas e aos defensores, no 25.º aniversário da pacificação, o Conselho Estatal concedeu à cidade a Ordem da Cruz de Grunwald, 3.ª classe.

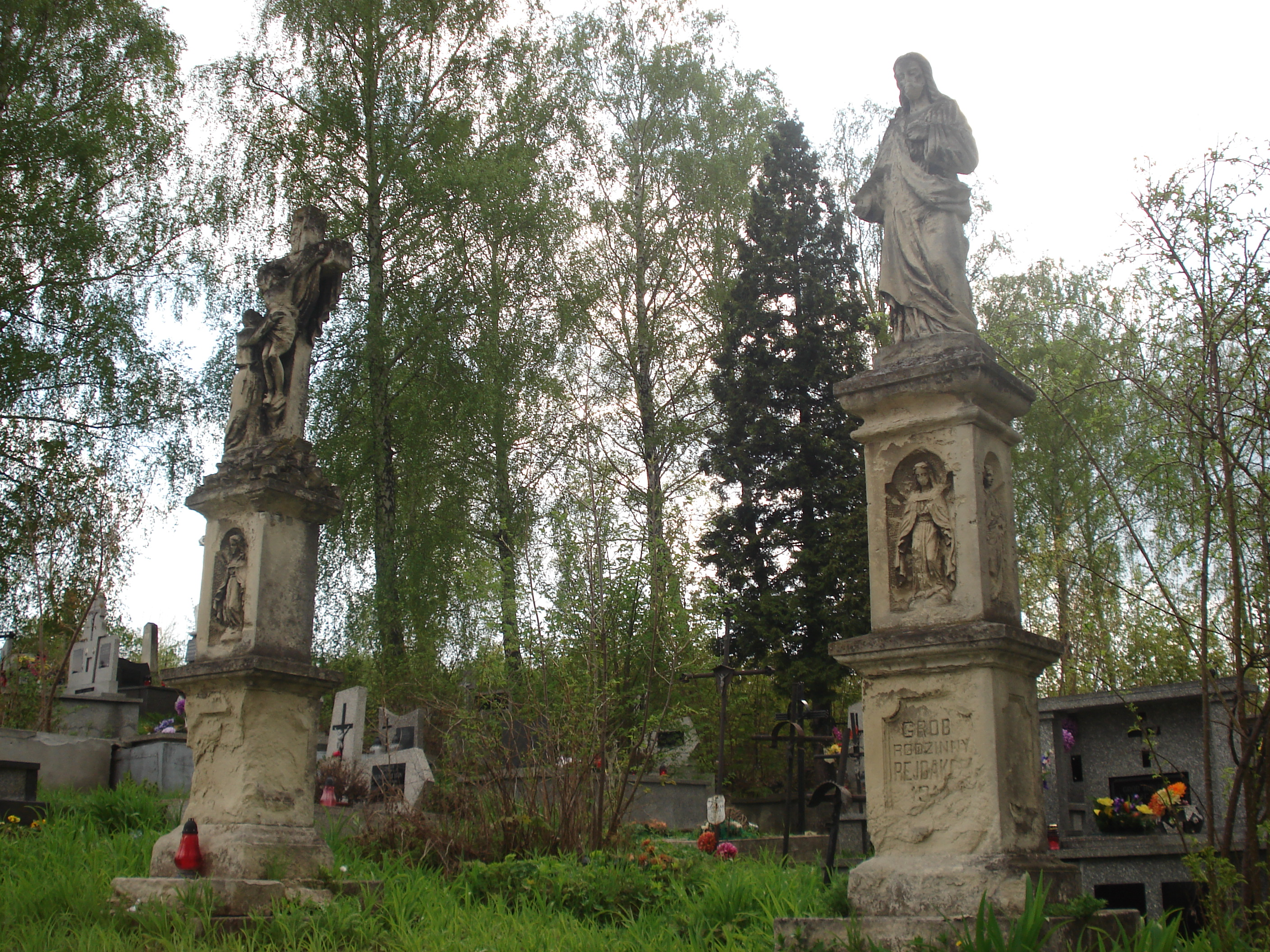
Lápides da segunda metade do século XIX no cemitério paroquial

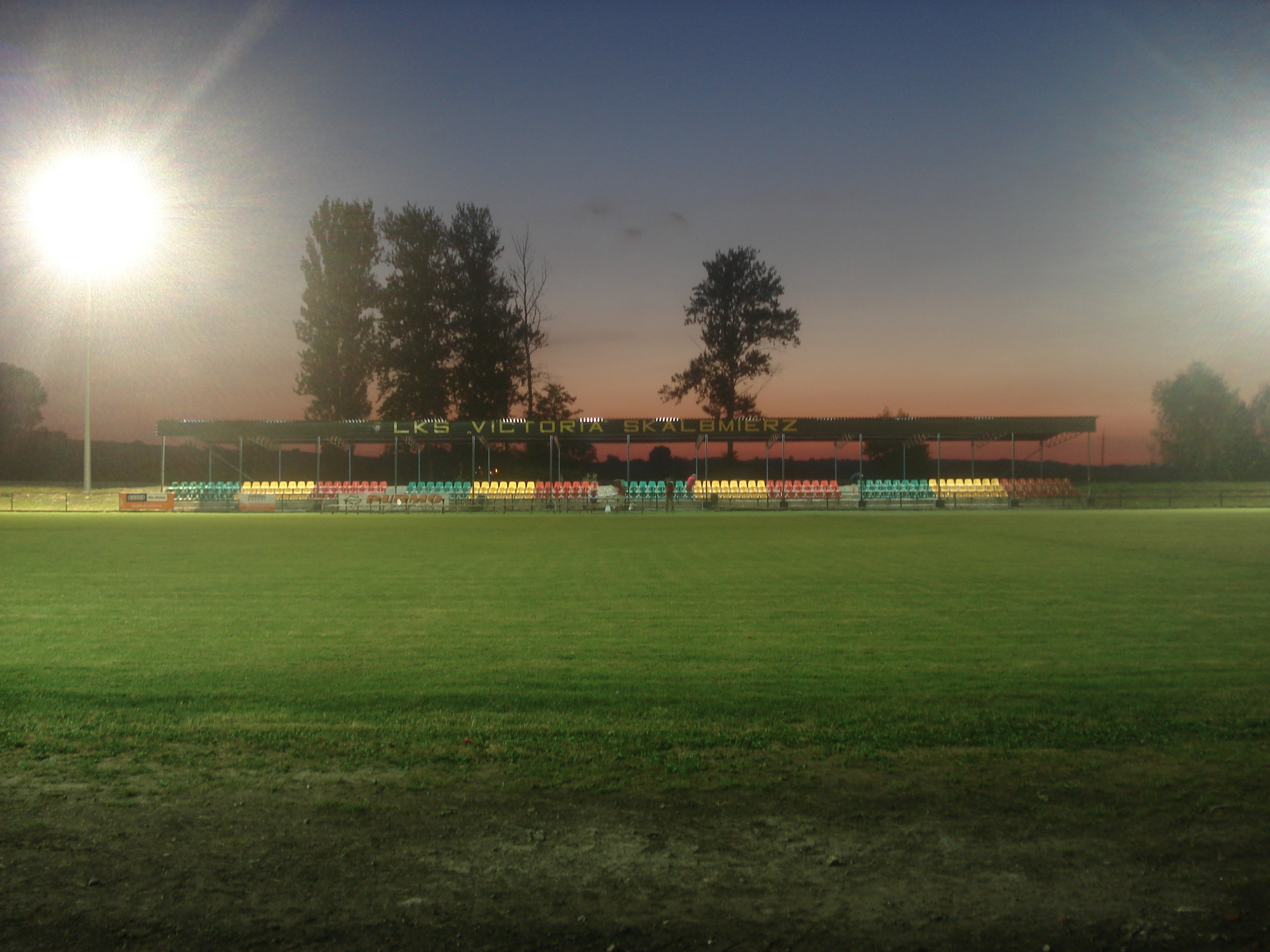
Estádio Victoria Skalbmierz, à noite

## Monumentos históricos
- Igreja paroquial de São João Batista.[7][8]
- Traçado urbano histórico de Skalbmierz do século XIV ao XIX. Um dos poucos na Europa — o quarto de praça circular.
- Cruz de pedra e estátuas de Santa Rosália e São Roque, uma oferenda votiva dos burgueses de Skalbmierz que foram salvos da peste nos anos de 1831 a 1848 e duas vezes das execuções nazistas em 1939 e 1944. Um monumento respeitável colocado no centro da praça da cidade de Skalbmierz, em frente ao qual os habitantes de Skalbmierz rezam em momentos difíceis e trágicos.
- O monumento à tragédia de Skalbmierz, inaugurado em 1946. O autor do monumento foi Jerzy Bandura, de Cracóvia, um escultor que, vários anos depois, fez um monumento no campo de batalha de Grunwald.
- Cemitério paroquial com muitos túmulos históricos antigos. Cemitério de guerra da Primeira e da Segunda Guerra Mundial, com locais de sepultamento de soldados de várias nacionalidades da Primeira Guerra Mundial e soldados poloneses e vítimas do terror nazista da Segunda Guerra Mundial.
- Antigo cemitério judaico, devastado durante a ocupação.

## Demografia
Conforme os dados do Escritório Central de Estatística da Polônia (GUS) de 31 de dezembro de 2024, Skalbmierz é uma cidade muito pequena com uma população de 1 186 habitantes (41.º lugar na voivodia de Santa Cruz e 968.º lugar na Polônia), tem uma área de 7,1 km² (40.º lugar na voivodia de Santa Cruz e 760.º lugar na Polônia) e uma densidade populacional de 166 hab./km² (36.º lugar na voivodia de Santa Cruz e 890.º lugar na Polônia). Entre 2002–2024, o número de habitantes diminuiu 11,1%.
Os habitantes de Skalbmierz constituem cerca de 3,76% da população do condado de Kazimierza, constituindo 0,10% da população da voivodia de Santa Cruz.
| Descrição                         | Total      | Total   | Mulheres   | Mulheres | Homens     | Homens  |
| --------------------------------- | ---------- | ------- | ---------- | -------- | ---------- | ------- |
| unidade                           | habitantes | %       | habitantes | %        | habitantes | %       |
| população                         | 1 186      | 100     | 621        | 52,4     | 565        | 47,6    |
| área                              | 7,1 km²    | 7,1 km² | 7,1 km²    | 7,1 km²  | 7,1 km²    | 7,1 km² |
| densidade populacional (hab./km²) | 166        | 166     | 87         | 87       | 79         | 79      |

## Turismo

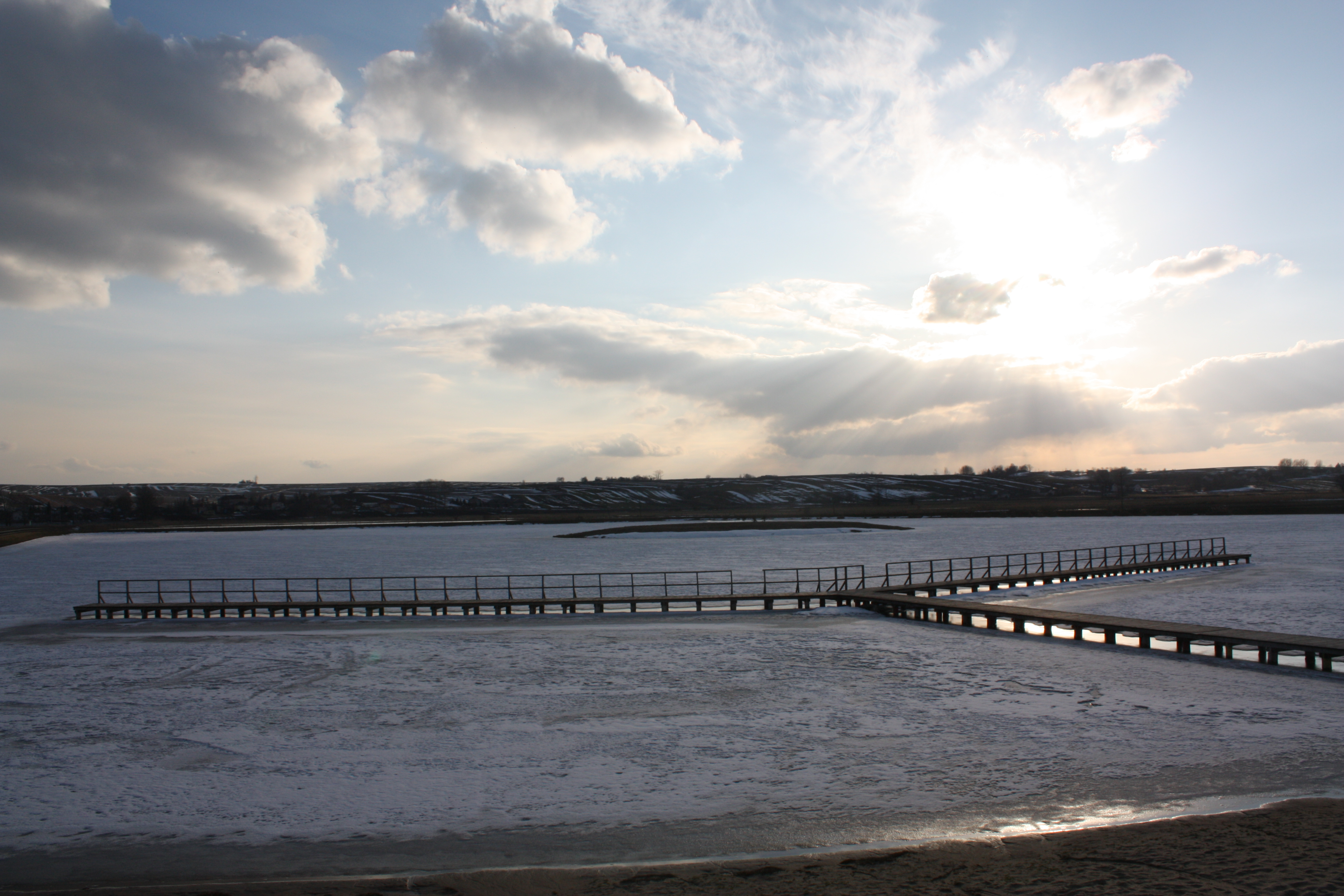
Lagoa (Reservatório “Skalbmierz”)

Trilhas turísticas que passam por Skalbmierz:
- – Trilha da arquitetura de madeira da região de Santa Cruz.[12]
- – Caminho da Pequena Polônia[13]
- Trilha da arquitetura românica na Polônia.[14]

## Transporte
As seguintes estradas provinciais se cruzam na cidade:
- Estrada provincial n.º 768: Jędrzejów – Brzesko
- Estrada provincial n.º 783: Olkusz – Skalbmierz

O transporte de ônibus é fornecido pela PKS Busko Zdrój e por empresas privadas. Skalbmierz tem conexões diretas com Kielce, Cracóvia, Katowice, Lublin, Kazimierza Wielka, Koszyce, Miechów, Działoszyce e Pińczów.